# Форново ди Таро
Форно̀во ди Та̀ро (на италиански: Fornovo di Taro, на местен диалект Fornòv, Форнов) е градче и община в северна Италия, провинция Парма, регион Емилия-Романя. Разположено е на 162 m надморска височина. Населението на общината е 6294 души (към 2010 г.).